# 데드 스페이스
《데드 스페이스》(Dead Space)는 SF 공포 미디어 프랜차이즈이다. 본래 2008년 비디오 게임 《데드 스페이스》로 시작해, 글렌 스코필드와 마이클 콘드리가 기획하고 비서럴 게임스가 개발했으며 일렉트로닉 아츠가 소유한다.
《데드 스페이스》 시리즈의 배경은 26세기의 SF 세계관이다. 비디오 게임 시리즈에서는 주인공 아이작 클라크가 산송장을 닮은 괴물들과 조우하는 이야기를 다룬다.

## 개요
《데드 스페이스》 시리즈의 배경은 인류가 타행성에 진출한 미래이다. 23세기에 이르러 인류는 지구의 자원 대부분을 소모하면서 지구정부(EarthGov)는 행성들을 분쇄해 자원을 수확하는 추출용 우주선 '행성분쇄기 (planet cracker)'를 운영하게 된다. 23세기 중 지구정부 연구진은 칙술루브 충돌구에서 외계문물 마커(the Marker)를 발굴한다. 마커가 소모자원없이 무한한 전자기장을 방출하는 성질을 지닌 걸 발견한 연구진은 이를 통해 지구의 에너지 위기를 극복할 수 있다는 결론을 내린다.
역공학을 통해 유물을 재현하는 실험이 다수의 식민지에서 실행됐지만, 정체불명의 외계물질성분을 비스무트로 대체해 원래의 검은빛 대신 붉은빛의 유사유물을 개발한다. 유물에 대한 연구는 비밀리에 진행됐으나 수석연구자 마이클 알트먼이 이 존재를 세계에 유출한다. 지구정부는 알트먼을 암살해 누설을 막으려했으나, 이미 소식은 각지에 퍼져 알트먼의 사망을 순교로 여기고 그를 추종하는 종교 유니톨로지(Unitology)가 지구와 식민지 행성들에 퍼진다.

## 게임

### 본편
| 2008 | 데드 스페이스             |
| 2009 | 데드 스페이스: 익스트랙션 |
| 2010 | 데드 스페이스 이그니션    |
| 2011 | 데드 스페이스 2           |
| 2011 | 데드 스페이스 (모바일)    |
| 2012 |                           |
| 2013 | 데드 스페이스 3           |
| 2014 |                           |
| 2015 |                           |
| 2016 |                           |
| 2017 |                           |
| 2018 |                           |
| 2019 |                           |
| 2020 |                           |
| 2021 |                           |
| 2022 |                           |
| 2023 | 데드 스페이스 (리메이크)  |

## 참조